# Confinamiento por la pandemia de COVID-19 en México

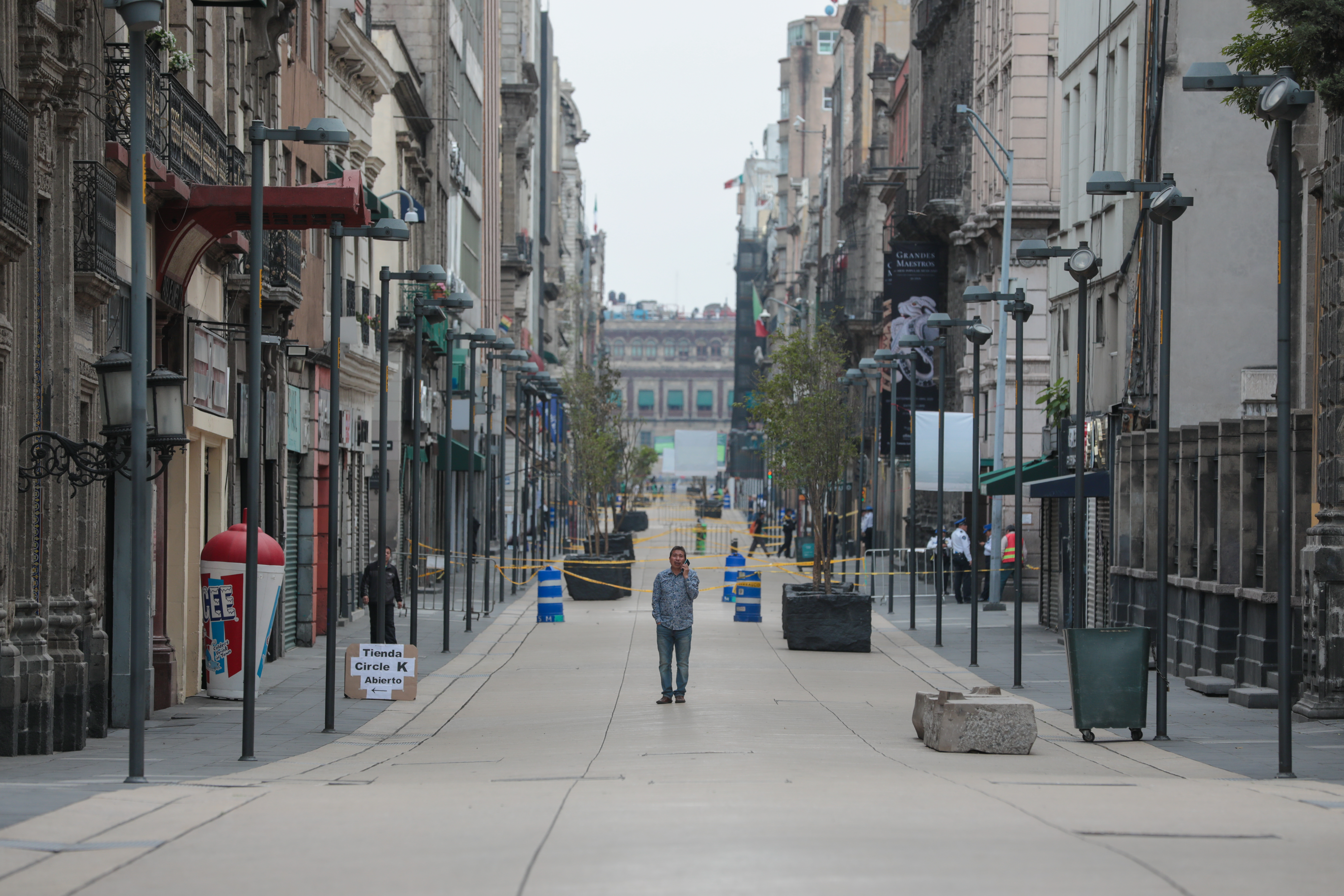
Calle Madero en el Centro Histórico, cerrada durante la cuarentena.

Las políticas de confinamiento en México por la pandemia de coronavirus, denominadas por el gobierno mexicano como Jornada Nacional de Sana Distancia, fue un programa nacional de la Secretaría de Salud de México basado en el distanciamiento social, una serie de medidas no farmacéuticas destinadas a la contención de la Pandemia de COVID-19. Está jornada fue vigente desde el 23 de marzo de 2020 y concluyó el 31 de mayo de ese mismo año.

## Antecedentes

Animación sobre el aplanado de la curva.

Durante la epidemia por SARS-CoV en 2003 y 2004, distintos gobiernos implementaron algunas medidas a nivel local, estatal y nacional no farmacéuticas como una optimización del manejo de infecciones en hospitales como del protocolo triaje en la valoración de personas enfermas y otras como el aislamiento temporal de personas enfermas y sus círculos cercanos y acciones masivas en escuelas. Estas medidas fueron relativamente menores en dimensión a las que gobiernos como el de China implementaron de manera inédita por la pandemia de COVID-19.
Los contagios en México por SARS-CoV-2 y la subsecuente enfermedad COVID-19 ocurrieron en territorio mexicano se reportaron en los sistemas de alerta epidemiológica de México el 28 de febrero de 2020. Dado el comportamiento del virus en la sociedad los organismos internacionales de salud así como los gobiernos y sus entidades sanitarias han determinado diversas medidas con el fin de intentar la contención de contagios masivos y de la administración de recursos e infraestructuras públicas para enfrentar la pandemia a nivel nacional.
El comportamiento histórico de las pandemias indica una explosividad de contagios entre personas que alcanzan picos altos de contagios y fallecimientos. La experiencia de Wuhan -sitio donde se originó el primer contagio de COVID-19 y la provincia de Hubei en realizar medidas como la restricción de viajes locales e internacionales de y hacia China tuvo un efecto positivo pero acompañado de medidas de contención social como cuarentenas a nivel de ciudad, estado o provincia y país así como medidas que implican cambios de comportamiento a nivel personal, lo cual contribuye al fenómeno llamado por la epidemiología aplanamiento de la curva; esto es la contención y el aletargamiento del pico explosivo de contagios. 
Dicho fenómeno visto en una gráfica hecha por el eje y de número de contagios y el eje x tiempo desde el primero de ellos, en lugar de mostrar una curva muy ascendente y agresiva, muestra otra más aplanada y alargada. Tal consecuencia implica una ocurrencia de contagios más prolongada con la consecuente preservación de la funcionalidad de los servicios sanitarios, así como un tiempo mayor para la fabricación y compra de insumos médicos a los gobiernos lo cual se refleja en una pérdida menor de vidas. Asimismo contribuye a preservar en cero o poco casos las zonas a donde el virus no ha llegado. Estudios preliminares en el caso de Wuhan muestra como las medidas de restricción social tanto en la reducción de la concurrencia a los sitios de trabajo mediante el teletrabajo, como en la reducción de convivencia comunitaria y el cese de actividad de la infancia en entornos escolares podrían influir positivamente en la reducción de los contagios a corto y mediano plazo.
La evaluación de la eficacia de las experiencias de distanciamiento social en los diversos países por la pandemia de 2019 de 2020 así como la evaluación de la extensión o el relajamiento de las medidas se realiza no sólo entre los parámetros de la salud pública sino en el del impacto a otras dimensiones de un país sociales, económicas y culturales como el consecuente incremento de la pobreza, el desempleo y la violencia doméstica, entre otros.

## Desarrollo

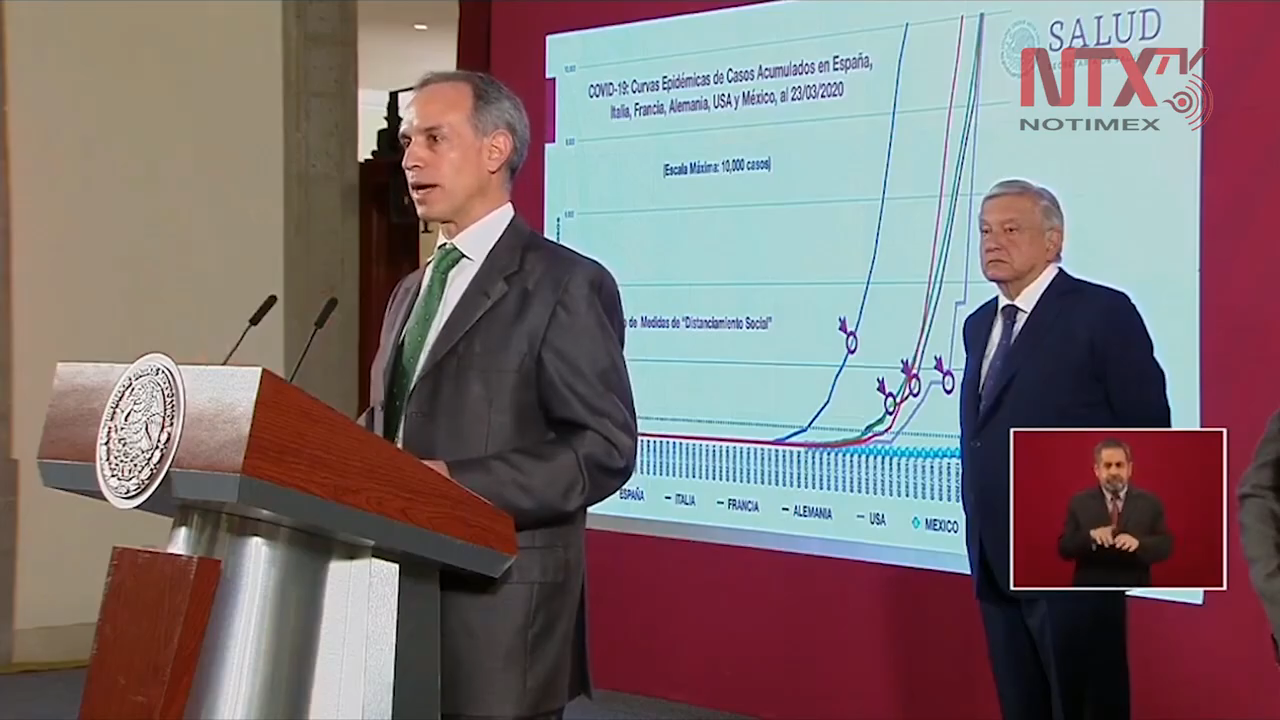
Hugo López-Gatell y el presidente Andrés Manuel López Obrador anunciando el Escenario 2 de la contingencia por COVID-19 y el inicio de la Jornada Nacional de Sana Distancia.

Ante la declaratoria de pandemia por la Organización Mundial de la Salud el 30 de enero de 2020 el gobierno de México realizó un Plan de Preparación y Respuesta hecho por el Comité Nacional para la Seguridad en Salud, un grupo de trabajo integrado por distintas entidades de salud y gobierno con el fin de actuar a la llegada inminente de la pandemia. Dicho grupo realizó una serie de medidas de alerta, de rehabilitación y actualización de reglamentos epidemiológicos con base en el Reglamento Sanitario Internacional, siendo el primer y único país en la región en realizar un modelo matemático predictivo sobre el avance de la pandemia.
Desde finales del mes de febrero en las conferencias de la Secretaría de Salud mexicana los distintos funcionarios de salud mexicanos compartieron como un ejemplo la gráfica del aplanamiento de la curva. El 15 de marzo de 2020 se anunció la eventual puesta en marcha de medidas sociales la cual llamaron Jornada Nacional de Sana Distancia.

### Medidas
Entre las medidas que dispuso la Secretaría de Salud para la Jornada Nacional de Sana Distancia están:

### Quédate en casa
- Si eres una persona de 60 años o más 
- Si vives con cáncer o VIH/Sida
- Si vives con diabetes
- Si estás embarazada

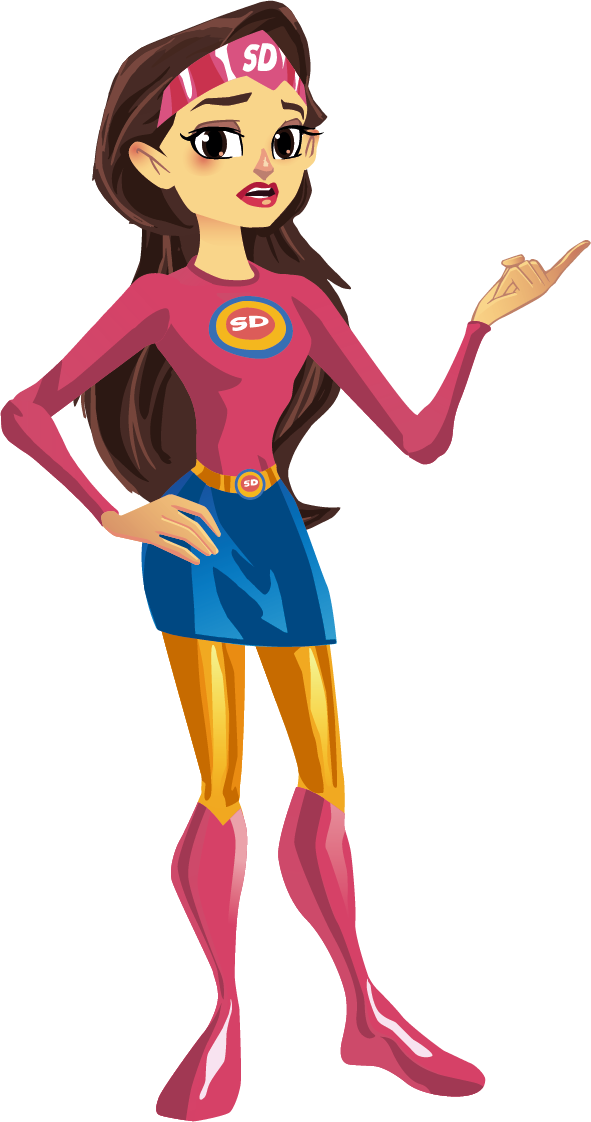
Susana Distancia.

- Si tienes una enfermedad cardiorespiratoria, pulmonar o asma
- Si vives con hipertensión
- Si tienes obesidad mórbida

#### Prevención entre personas
| Medida                    | Descripción | Sustento |
| ------------------------- | --- | --- |
| Distanciamiento social    | Separación entre personas de entre 1.50 y 2.00 metros y limitación del saludo con besos, abrazos o estrechamiento de manos. Especialmente entre personas que tosan, estornuden o presenten fiebre u otros síntomas de padecimientos respiratorios. | Medida sugerida por la Organización Mundial de la Salud (OMS) que indica que el vehículo de transmisión entre personas del coronavirus es aerosol o saliva emanada de las bocas de las personas infectadas e inhalada, ingerida o contactada en los ojos. |
| Lavado frecuente de manos | Lavado de manos durante 30 segundos con jabón preferentemente líquido. En caso de no contarse con agua y jabón puede usarse alcohol en gel. | Medida sugerida por la OMS basada en la evidencia de que el coronavirus puede eliminarse con un lavado de manos con agua y jabón. |
| Etiqueta respiratoria     | Consideración entre personas al toser o estornudar dirigiendo su boca al ángulo interno del codo. | Medida sugerida por la OMS que indica que hacerlo de este modo reduce la cantidad de aerosol emanado de las bocas de las personas infectadas que puede contagiar a otras e infectar superficies.                                                          |
| Uso de cubrebocas         | El cubrebocas o tapabocas es un utensilio esencial para evitar la contaminación microbiológica o patógenos virales emitida por la boca y la nariz.                                                                                                 | Medida sugerida por la Organización Mundial de la Salud (OMS) que indica que el uso de cubrebocas; puede ayudar a evitar en gran medida el contagio entre personas                                                                                        |
| Saludo a distancia        | Salutación entre personas evitando estrechar las manos, dar abrazos o besos en las mejillas. | Medida sugerida por la OMS que indica que hacerlo de este modo reduce la transmisión de virus que se realiza siempre a corta distancia. |
| Recuperación efectiva     | Aislamiento de las personas en sus casas en caso de presentar fiebre o tos, dos síntomas de COVID-19. | Medida sugerida por la OMS de aislarse por 14 días en caso de tener síntomas leves como cefalea y rinorrea leve hasta que la persona se recupere. Además de evitar contagios ello descongestiona los centros de salud.                                    |

### Campañas mediáticas
La Secretaria de Salud creó al personaje Susana Distancia, una superhéroe emblema de la Jornada Nacional de Sana Distancia. Vestida de rosa y azul, Susana Distancia apareció el 21 de marzo en videos informativos haciendo su superponer que es extender los brazos y cumplir así la norma de distanciamiento social.
Hugo López-Gatell, llamó a la población a dar continuidad a las medias de Susana Distancia, para disminuir la propagación del COVID-19, y anunció que de llevarse a cabo de manera adecuada, las actividades podrían reanudarse en el país. indicó que se espera que la curva epidémica en el país sea lo más plana posible.

#### Suspensión de actividades
La Secretaría de Salud recomendó a la sociedad mexicana suspender las actividades consideradas «no esenciales», es decir, aquellas que no afecten la "actividad sustantiva" de empresas, organizaciones y el gobierno mismo a partir del 23 de marzo. Igualmente aquellas que congreguen a personas o que impliquen que haya desplazamientos constantes en el transporte público. Entre las medidas dispuestas se encuentran:
- Limitación de concentraciones de más de 100 personas
- Limitación al máximo de la actividad del sector público
- Cese de la actividad escolar en todos los niveles educativos hasta el 19 de abril
- Cierre de sitios culturales como museos, centros culturales y zonas arqueológicas[21]
- Limitación de sitios de esparcimiento como actividad de cines, teatros, restaurantes y bares

#### Protección a adultos mayores
La Secretaría de Salud recomendó la protección a uno de los sectores más vulnerables al coronavirus, los adultos mayores. Entre las medidas determinadas están:
- Prestar atención especial a este sector poblacional
- Mantener distanciamiento social
- Ayuda en compras de víveres y de servicios básicos
- Mantener limpias las superficies que manejan  con agua y cloro casero

#### Otras acciones
El gobierno mexicano contempla además como parte de esta jornada:
- Realización de una conferencia de prensa a las 7 de la noche diariamente llamada El Pulso de la Salud con los funcionarios Jorge Alcocer Varela, Hugo López-Gatell y Gustavo Reyes Terán
- Suspensión de labores en servidores públicos mayores de 65 años o con enfermedades crónicas